# Falagueira-Venda Nova
Falagueira-Venda Nova é uma freguesia portuguesa do município da Amadora, com 2,86 km² de área e 20 788 habitantes (censo de 2021). A sua densidade populacional é 7 268,5 hab./km².

## História
Falagueira é uma das áreas residenciais mais antigas da Amadora, evidenciado por algumas construções tradicionais da região saloia, como é o caso da antiga aldeia de Falagueira. A história de Falagueira está ligada às comunicações pré-ferroviárias, com o surgimento de serviços de apoio à circulação, na Porcalhota, no local onde hoje estão a Rua Elias Garcia (antiga estrada de Sintra ou Estrada Real) e Estrada da Falagueira. Destaca-se o Chafariz da Porcalhota e o antigo Pedro dos Coelhos, mencionado por Eça de Queirós em "Os Maias". O território da Venda Nova pertencia à freguesia de Benfica até ser amputada, em 1886, da parte externa à nova Estrada da Circunvalação de Lisboa. A estrada passou a ser o limite fiscal da capital, com a construção das Portas de Benfica, onde a guarda fiscal cobrava taxas pela entrada em Lisboa de mercadorias de concelhos vizinhos.
Foi desmembrada da anterior freguesia da Amadora, aquando da sua elevação a município (em 17 de setembro de 1979, por secessão do concelho de Oeiras), e que resultou da reorganização administrativa que levou à repartição da anterior freguesia da Amadora em sete (Alfragide, Brandoa, Buraca, Damaia, Falagueira-Venda Nova, Mina e Reboleira).
A freguesia foi reordenada em 12 de julho de 1997, pela Lei 37/1997, sendo extinta e surgindo em seu lugar duas novas: a Falagueira e a Venda Nova.
Foi recriada em 2013, no âmbito de uma reforma administrativa nacional, integrando o território das antigas freguesias de Falagueira e Venda Nova.

## Demografia
A população registada nos censos foi:
| Distribuição da População por Grupos Etários | Distribuição da População por Grupos Etários | Distribuição da População por Grupos Etários | Distribuição da População por Grupos Etários | Distribuição da População por Grupos Etários |
| -------------------------------------------- | -------------------------------------------- | -------------------------------------------- | -------------------------------------------- | -------------------------------------------- |
| Ano                                          | 0-14 Anos                                    | 15-24 Anos                                   | 25-64 Anos                                   | > 65 Anos                                    |
| 2001                                         | 3849                                         | 3651                                         | 13915                                        | 4355                                         |
| 2011                                         | 3077                                         | 2417                                         | 11966                                        | 5430                                         |
| 2021                                         | 2545                                         | 2125                                         | 10596                                        | 5522                                         |

À data da junção das freguesias, a população registada no censo anterior foi:
| Freguesia atual       | Freguesia atual  | Freguesia atual | Freguesias antigas | Freguesias antigas | Freguesias antigas |
| Freguesia             | População (2011) | Área (km²)      | Freguesia          | População (2011)   | Área (km²)         |
| --------------------- | ---------------- | --------------- | ------------------ | ------------------ | ------------------ |
| Falagueira-Venda Nova | 22890            | 2,86            | Falagueira         | 14531              | 1,48               |
| Falagueira-Venda Nova | 22890            | 2,86            | Venda Nova         | 8359               | 1,18               |

## Património
- Aqueduto das Águas Livres
- Capela Nossa Senhora da Lapa
- Casal da Falagueira de Cima (Casa da Ordem de Malta) e Azenha – (Imóvel de Interesse Municipal)
- Chafariz da Porcalhota
- Museu Municipal de Arqueologia
- Povoado Romano do Moinho do Castelinho
- Quinta do Assentista – (Imóvel de Interesse Público em via de classificação)
- Villa romana da Quinta da Bolacha – (Imóvel de Interesse Público em vias de classificação)

## Gastronomia
Comidas típicas da freguesia são o Licor de Romã, O Fiel Amigo na Horta, Bacalhau Assado com Favas, Biscoitos com Azeite, Ovos com Enchidos e o Coelho à Porcalhota.